# استولت-نیلسن
استولت-نیلسن (انگلیسی: Stolt-Nielsen) شرکت کشتیرانی برمودایی است، که در سال ۱۹۵۹ تأسیس شد.